# 187

187(백팔십칠)은 186보다 크고 188보다 작은 자연수다.

## 수학
- 합성수로, 그 약수는 1, 11, 17, 187이다. 진약수의 합은 29이므로, 187은 부족수다.
  - 61번째 반소수다. 앞의 반소수는 185, 다음 반소수는 194다.
- {\displaystyle 187=59+61+67}
  - 연속하는 세 소수(素數)의 합으로 나타낼 수 있으며, 이 성질을 지닌 앞의 수는 173, 다음 수는 199다.
- {\displaystyle 187=7+11+13+17+19+23+29+31+37}
  - 연속하는 소수(素數) 9개의 합으로 나타낼 수 있으며, 이 성질을 지닌 앞의 수는 155, 다음 수는 221이다.
- {\displaystyle 67^{2}-1}은 187로 나누어떨어진다.

## 과학
- NGC 187: 고래자리 방향에 있는 막대 렌즈형은하.

## 교통
- 일본 187번 국도: 야마구치현 이와쿠니시에서 시마네현 마스다시까지 이어지는 일본의 국도.
- 현도 제187호선

## 군사
- U-187(영어판, 독일어판): 제2차 세계 대전에 사용된 나치 독일의 군용 잠수함.

## 문화유산
- 대한민국의 국보 제187호: 영양 산해리 오층모전석탑
- 대한민국의 보물 제187호: 경주 남산 용장사곡 석조여래좌상
- 대한민국의 사적 제187호: 경주 헌강왕릉

## 방송
- 스카이라이프의 WBS 원음방송 채널 번호.
- 지니 TV의 연합뉴스경제TV 채널 번호.
- B tv의 브라보키즈 채널 번호.
- U+ TV의 채널i 채널 번호.
- LG헬로비전의 팍스경제TV 채널 번호.
- B tv 케이블의 EBS 플러스 1 채널 번호.

## 기타
- 연도: 187년, 기원전 187년